# 火力無限
《火力無限》是鳳凰衛視、深圳衛視聯合製作一個軍事新聞網路節目，由贵州珍酒企業贊助策畫，解讀中國人民解放軍應對當期外交、國防相關議題，代表解放軍官方立場。主持人為裝甲兵退役軍官房兵。
凤凰网副总裁兼总编辑邹明表示，《火力无限》正是凤凰网顺应形势打造的这样一档视频栏目。不仅有对热点军情进行的深入解读，也有对武器装备性能特点的详尽展示。

## 來賓
- 魏東旭
- 邱毅
- 張召忠
- 王云飞[3]